# Ɛ̧̄
Cette page contient des caractères spéciaux ou non latins. S’ils s’affichent mal (▯, ?, etc.), consultez la page d’aide Unicode.
Ɛ̧̄ (minuscule : ɛ̧̄), appelé epsilon cédille macron, est un graphème utilisé dans l’écriture du dowayo.
Il s’agit de la lettre epsilon diacritée d’une cédille et d’un macron.

## Utilisation
Le ɛ̧̄ est utilisé en dowayo, quand les tons sont indiqués, et est notamment utilisé dans la traduction du Nouveau Testament en dowayo publiée par l’Alliance biblique du Cameroun en 1991.

## Représentations informatiques
L’epsilon cédille macron peut être représenté avec les caractères Unicode suivants :
- décomposé (latin étendu B, Alphabet phonétique international, diacritiques) :

| formes    | représentations | chaînes de caractères | points de code       | descriptions                                                            |
| --------- | --------------- | --------------------- | -------------------- | ----------------------------------------------------------------------- |
| capitale  | Ɛ̧̄               | Ɛ◌̧◌̄                   | U+0190 U+0327 U+0304 | lettre majuscule latine e ouvert diacritique cédille diacritique macron |
| minuscule | ɛ̧̄               | ɛ◌̧◌̄                   | U+025B U+0327 U+0304 | lettre minuscule latine epsilon diacritique cédille diacritique macron  |

## Sources
- Nouveau Testament doyayo, Alliance biblique du Cameroun, 1991 (lire en ligne)